# Cyperus hillebrandii
Cyperus hillebrandii är en halvgräsart som beskrevs av Johann Otto Boeckeler. Cyperus hillebrandii ingår i släktet papyrusar, och familjen halvgräs.
Artens utbredningsområde är Hawaii.

## Underarter
Arten delas in i följande underarter:
- C. h. decipiens
- C. h. hillebrandii

## Bildgalleri

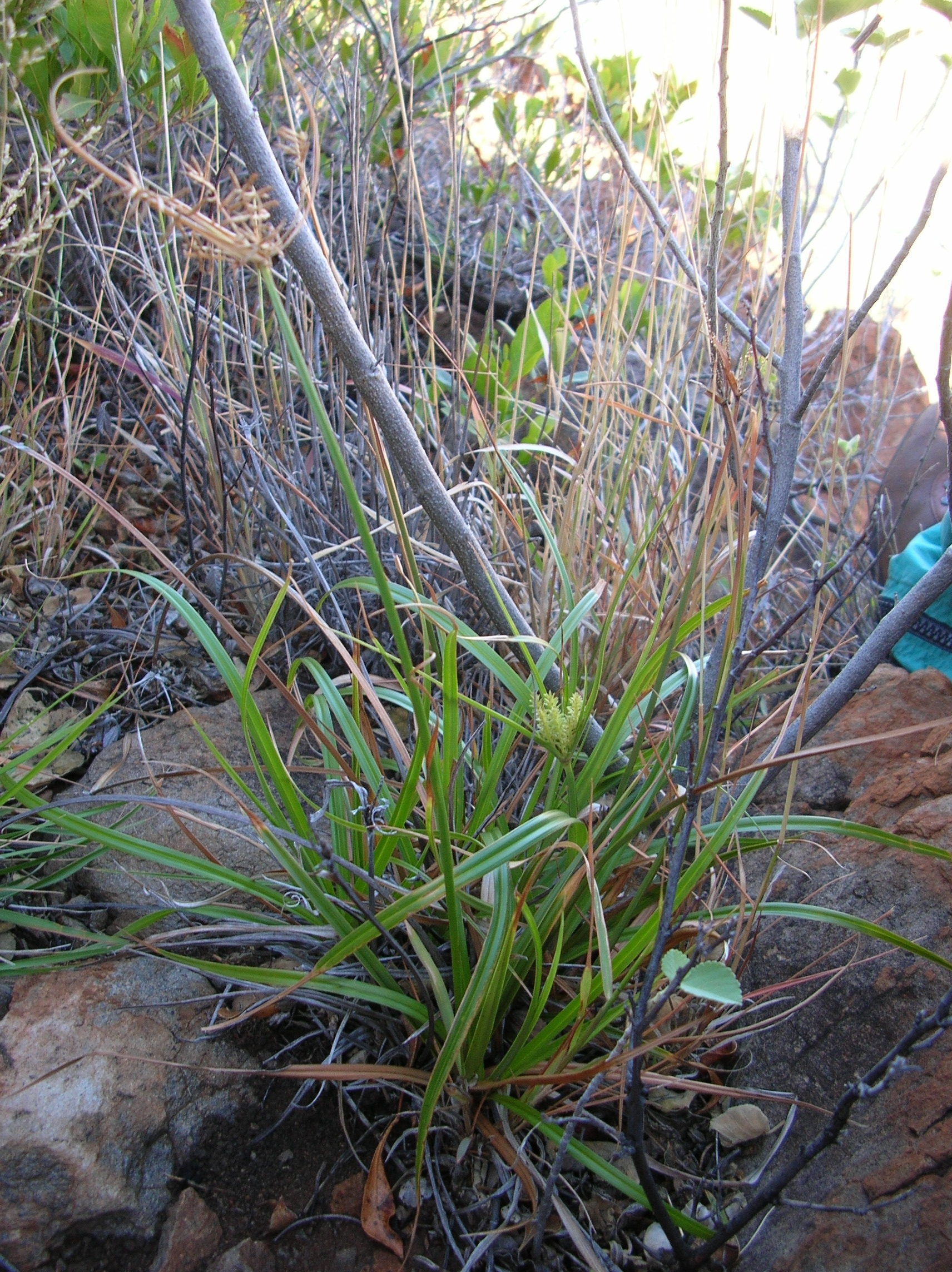
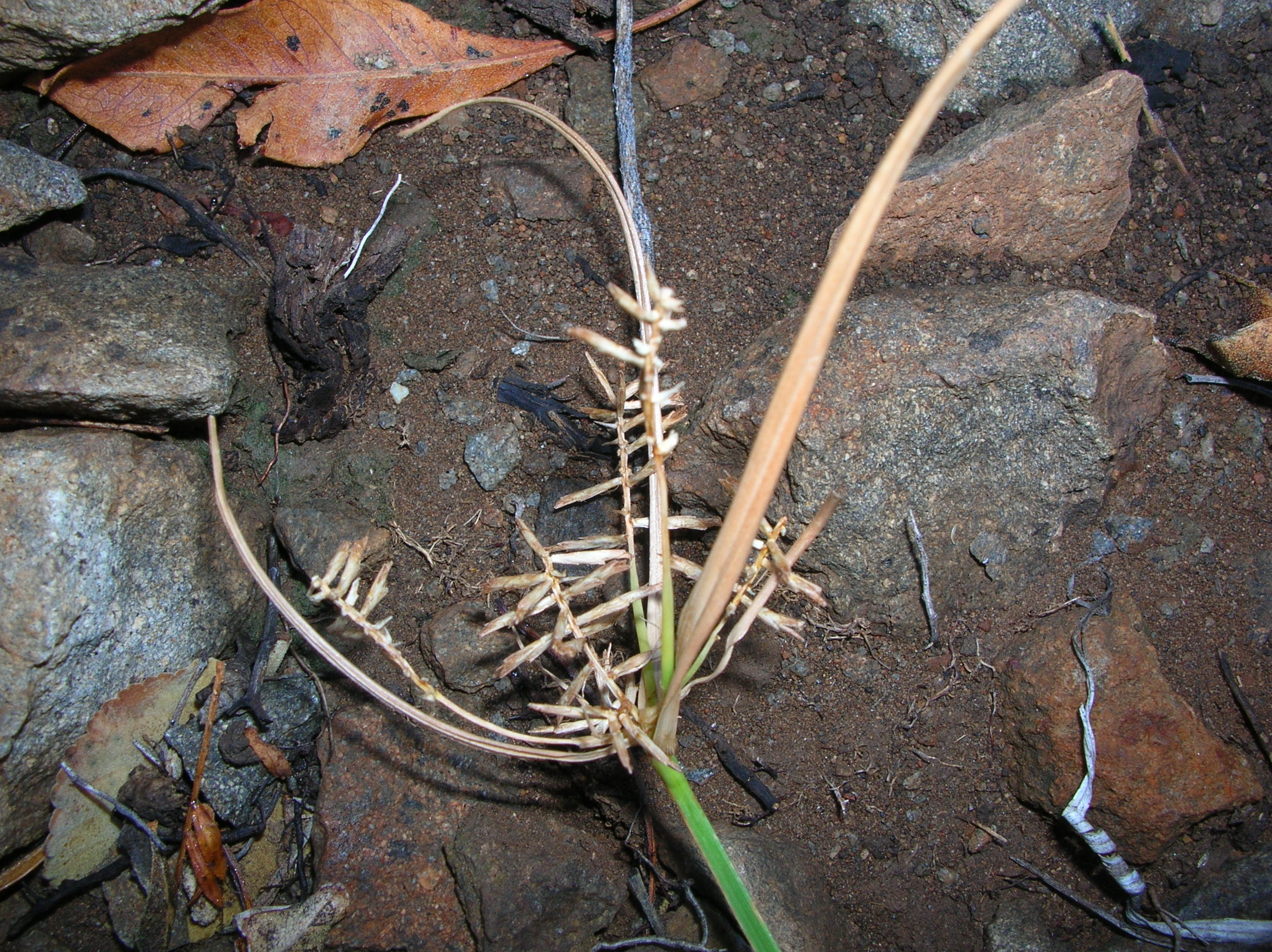
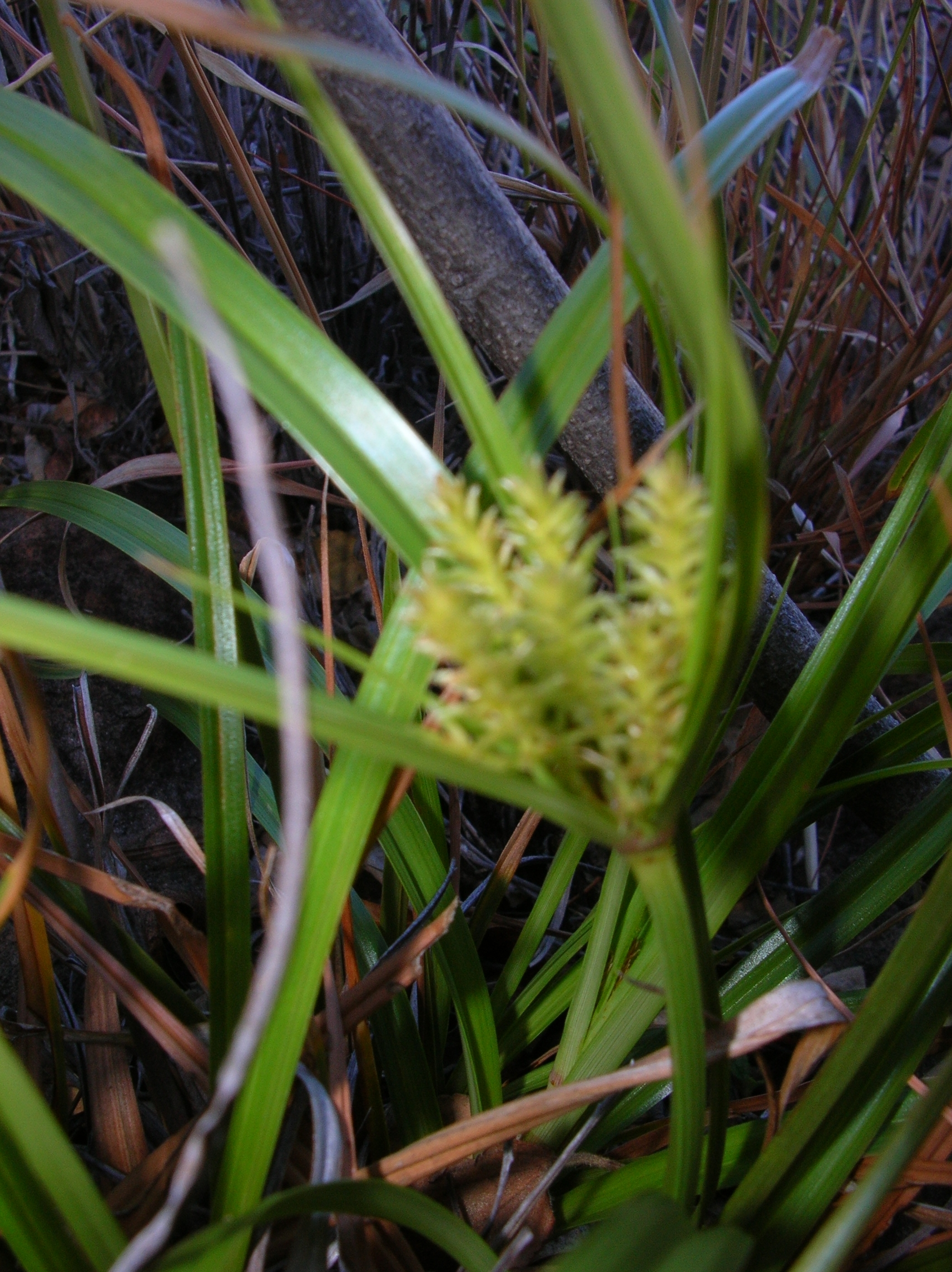
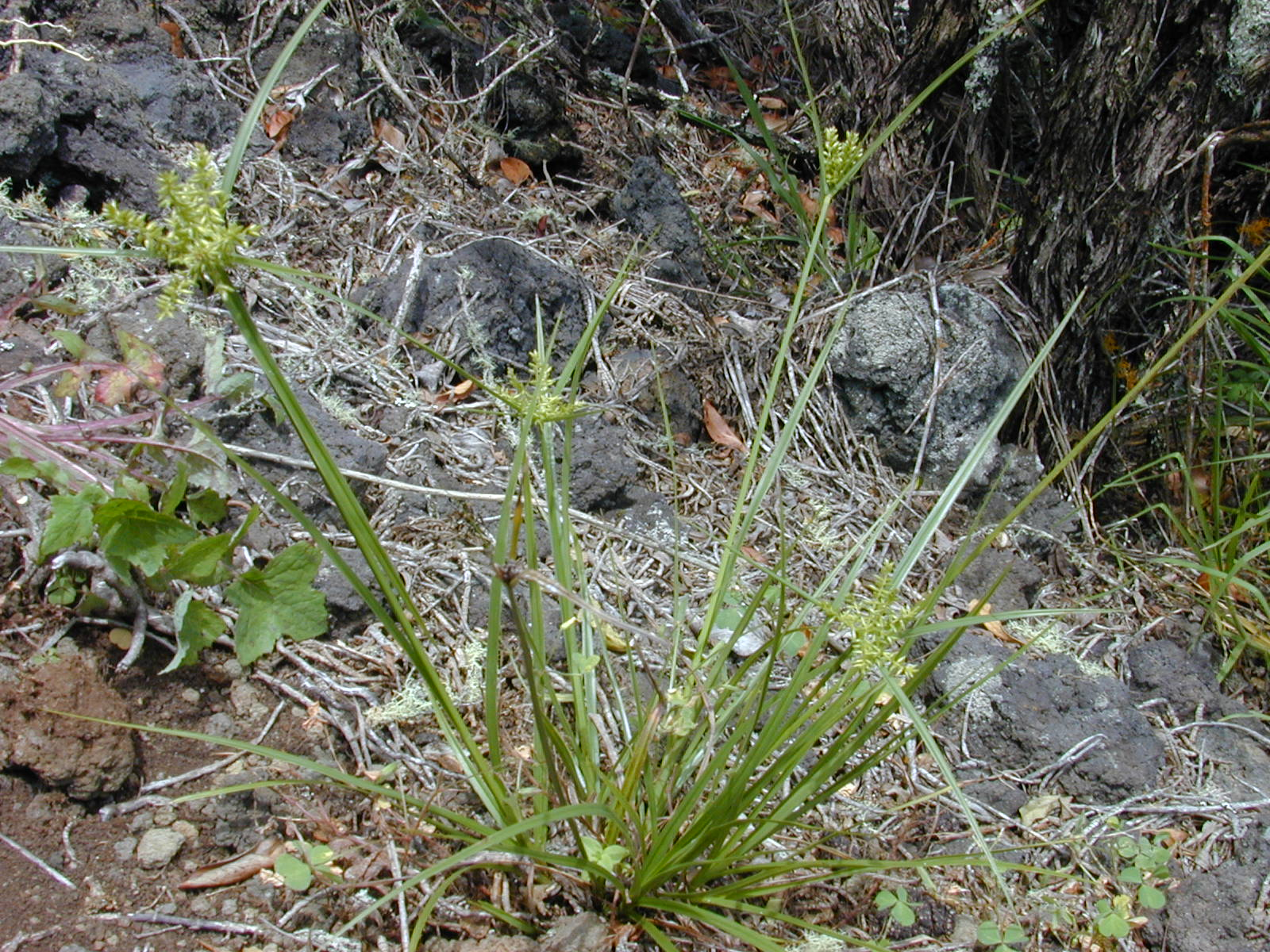
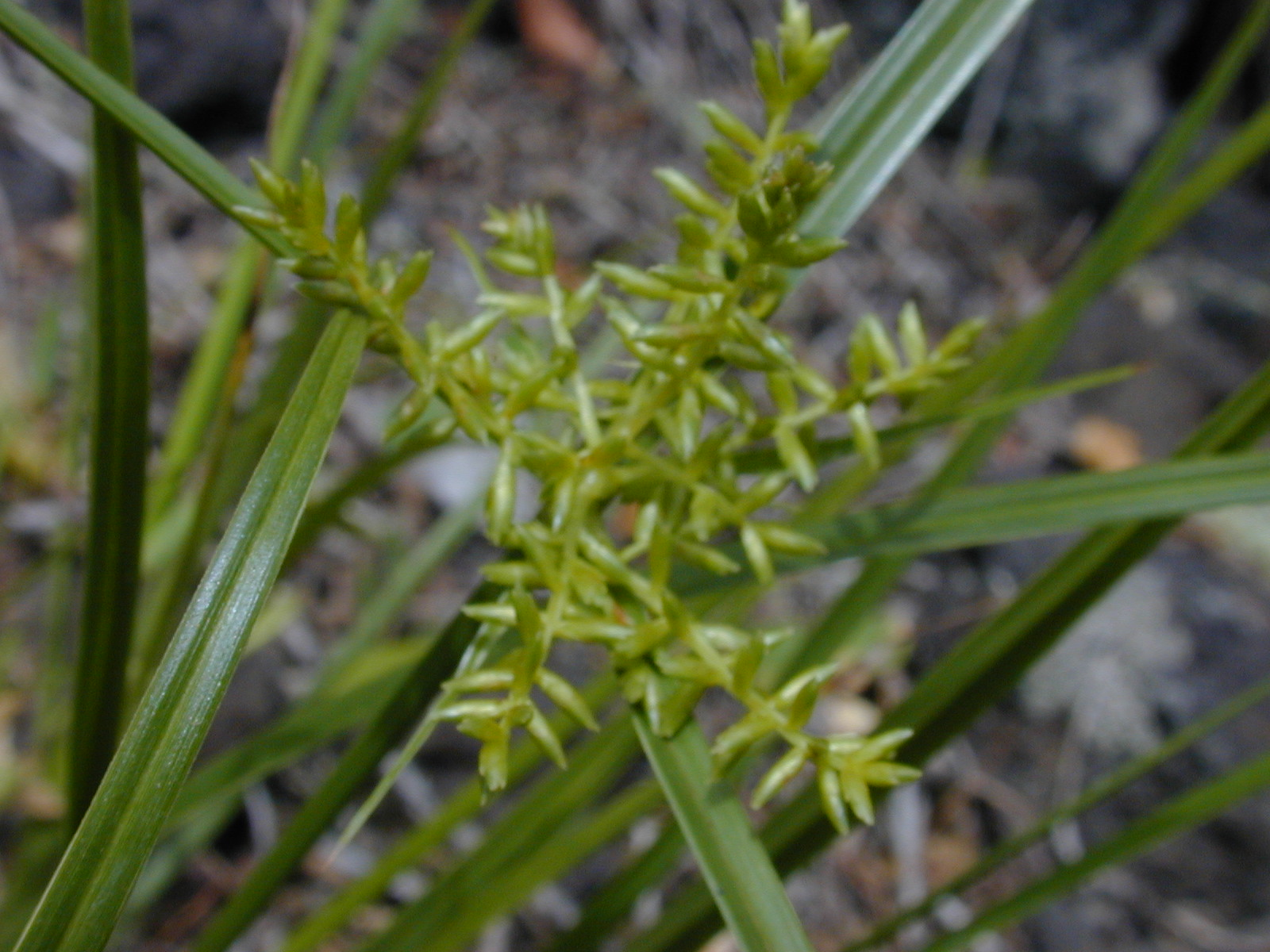
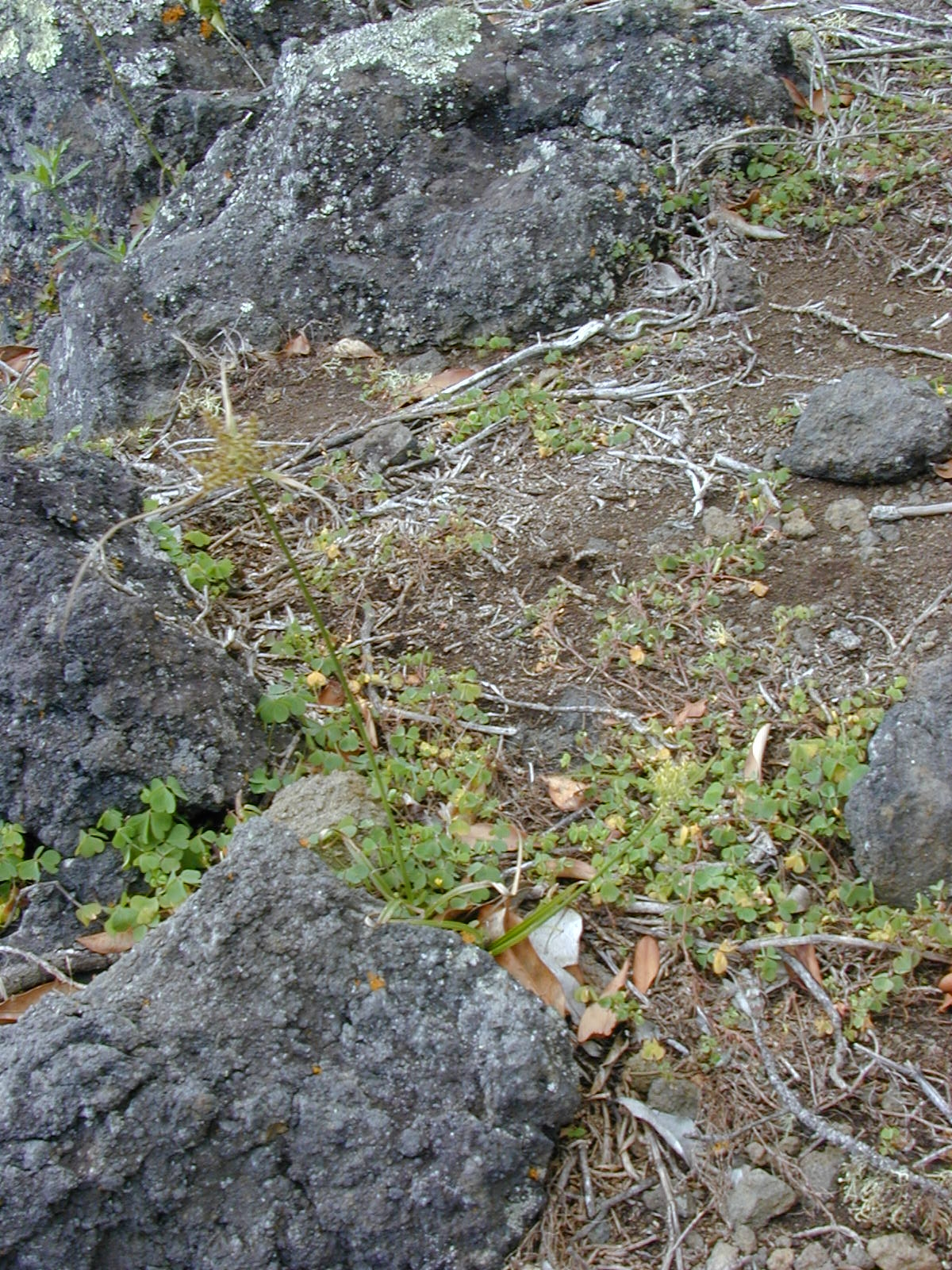